# 风之宫
风之宫（Hawa Mahal，印地语: हवा महल）是印度斋浦尔的一座宫殿，兴建于1799年，由拉尔·昌德·乌斯塔德设计。其独特的五层楼的外观有953个小窗口，类似于蜂箱。 如此设计的初衷是为了让妃嫔们观看下面的街道，而不被外面的人看见，因为她们必须严格遵守蒙面的规定。
风之宫使用红色和粉色砂岩砌筑，位于斋浦尔商业中心的主干道上。它是斋浦尔城市宫殿的一部分，延伸到女人所在的后宫。在清晨日出时分，金色的光芒中，特别壮观。